# طعام الإنسان
طعام الإنسان هو ذلك الطعام الصالح للاستهلاك البشري والذي يأكله الإنسان عن طيب خاطر، ويُعدّ الغذاء هو ضرورة أساسية للحياة، وعادةً ما يبحث البشر عن الطعام كاستجابة غريزية للجوع.

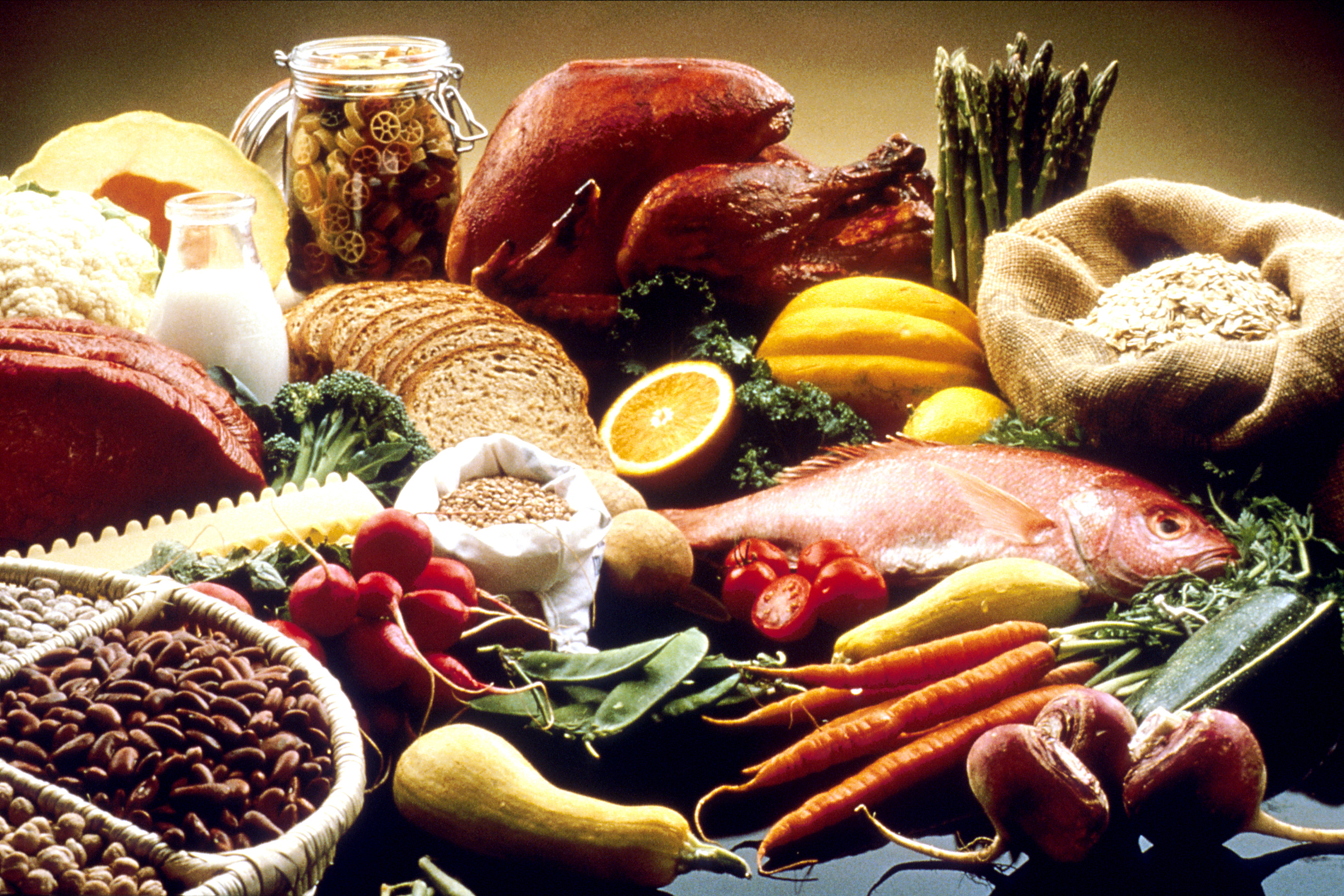
مجموعة طاولة مع اللحوم الحمراء، الخبز، المعكرونة، الخضروات، الفواكه، الأسماك والفاصوليا.

يأكل البشر مواد مختلفة من أجل الطاقة والاستمتاع والدعم الغذائي، عادةً ما تكون هذه من أصل نباتي أو حيواني أو فطري، وتحتوي على العناصر الغذائية الأساسية مثل الكربوهيدرات والدهون والبروتينات والفيتامينات والمعادن، إنَّ البشر من القوارت القابلة للتكيف بشكل كبير، وقد تكيّفوا للحصول على الغذاء في العديد من النظم البيئية المختلفة. تاريخياً، قامَ البشر بتأمين الطعام من خلال طريقتين رئيسيتين: الصيد والزراعة، ومع تحسُّن التقنيات الزراعية، استقرّ البشر في أنماط الحياة الزراعية بأنظمة غذائية التي تشكّلَت حسب الفرص الزراعية في منطقتهم من العالم. أدّت الاختلافات الجغرافية والثقافية إلى إنشاء العديد من المأكولات وفنون الطهي، بما في ذلك مجموعة واسعة من المكونات والأعشاب والتوابل والتقنيات والأطباق، مع اختلاط الثقافات من خلال قوى مثل التجارة الدولية والعولمة؛ أصبحت المكونات متاحة على نطاق أوسع خارج أصولها الجغرافية والثقافية مما خلق تبادلاً عالمياً للتقاليد والممارسات الغذائية المختلفة.
اليوم، يتم توفير غالبية الطاقة الغذائية التي يحتاجها عدد سكان العالم المتزايد باستمرار من خلال صناعة الأغذية الصناعية، التي تنتج الغذاء من خلال الزراعة المكثفة وتوزّعهُ من خلال أنظمة معالجة الأغذية وتوزيعها المعقّدة.
حيث يعتمد نظام الزراعة التقليدية هذا بشكل كبير على الوقود الأحفوري، مما يعني أن النظام الغذائي والزراعي هو أحد المساهمين الرئيسيين في تغير المناخ، وهو مسؤول عن ما يصل إلى 37% من إجمالي انبعاثات غازات الاحتباس الحراري، وتعدّ معالجة كثافة الكربون في النظام الغذائيوإهدار الطعام من تدابير التخفيف المهمة في الاستجابة العالمية لتغير المناخ. إنَّ النظام لغذائي له تأثيرات كبيرة على مجموعة واسعة من القضايا الاجتماعية والسياسية الأخرى ليس فقط على المناخ، بما في ذلك: الاستدامة، التنوع البيولوجي، الاقتصاد، النمو السكاني، إمدادات المياه، والحصول على الغذاء.
الحق في الغذاء هو "حق من حقوق الإنسان" مستمد من العهد الدولي الخاص بالحقوق الاقتصادية والاجتماعية والثقافية، الذي يعترف بِ "الحق في مستوى معيشي مناسب، بما في ذلك الغذاء الكافي"، فضلاً عن "الحق الأساسي في الحصول على الغذاء التحرر من الجوع". وبسبب هذه الحقوق الأساسية؛ فإن الأمن الغذائي غالباً ما يشكل نشاطاً سياسياً ذا أولوية على المستوى الدولي على سبيل المثال، يهدف هدف التنمية المستدامة 2 "القضاء على الجوع" إلى القضاء على الجوع بحلول عام 2030. حيث تتم مراقبة سلامة الأغذية والأمن الغذائي من قبل وكالات دولية مثل الرابطة الدولية لحماية الأغذية، ومعهد الموارد العالمية، وبرنامج الأغذية العالمي، ومنظمة الأغذية والزراعة، والمجلس الدولي لمعلومات الأغذية، وغالباً ما تخضع للتنظيم الوطني من قبل مؤسسات، مثل إدارة الغذاء والدواء في الولايات المتحدة.

## مصادر الطعام

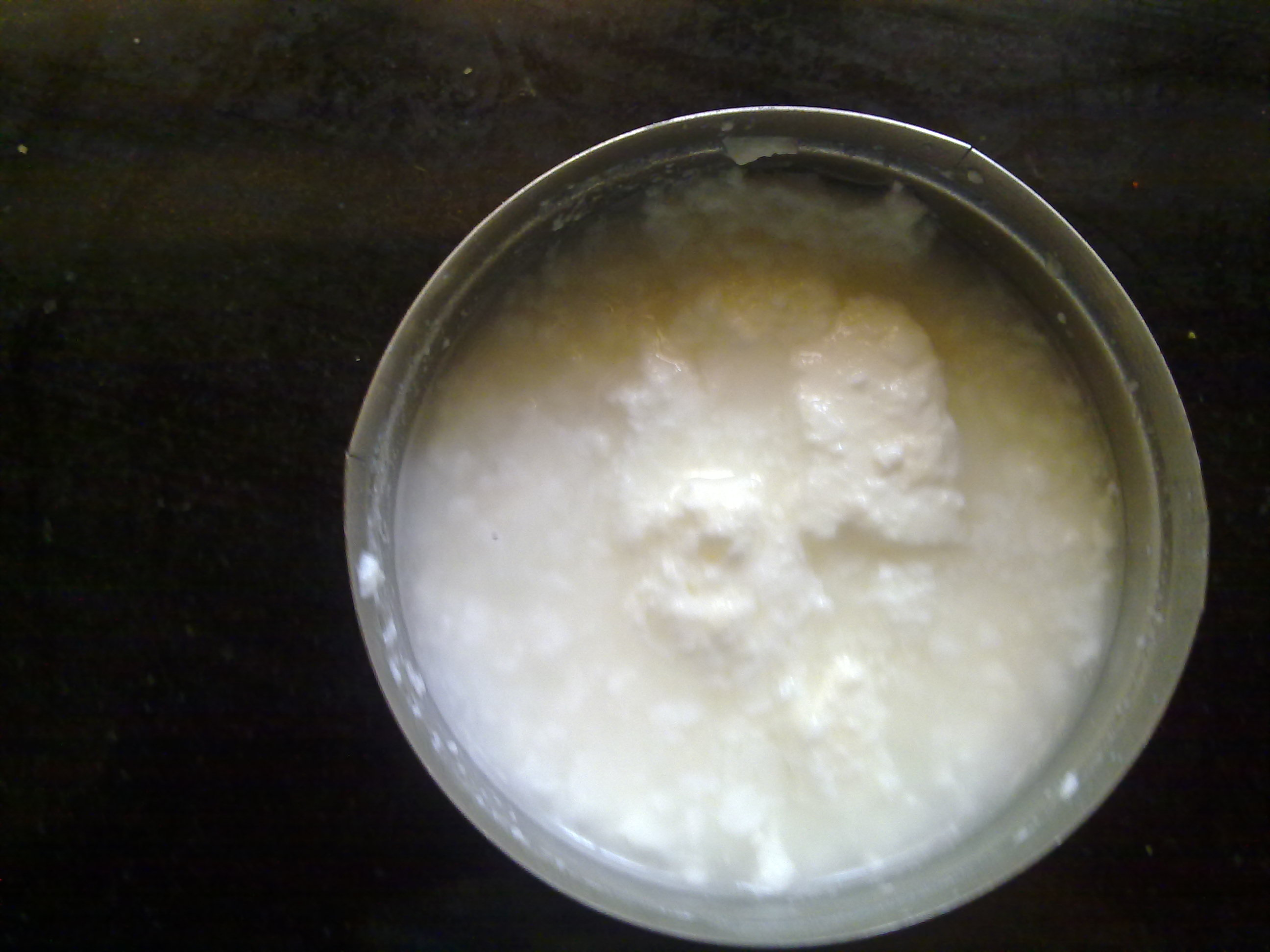
الزبادي في وعاء من الفولاذ.

### الطعم الحلو

هيكل السكروز.

### الطعم المالح

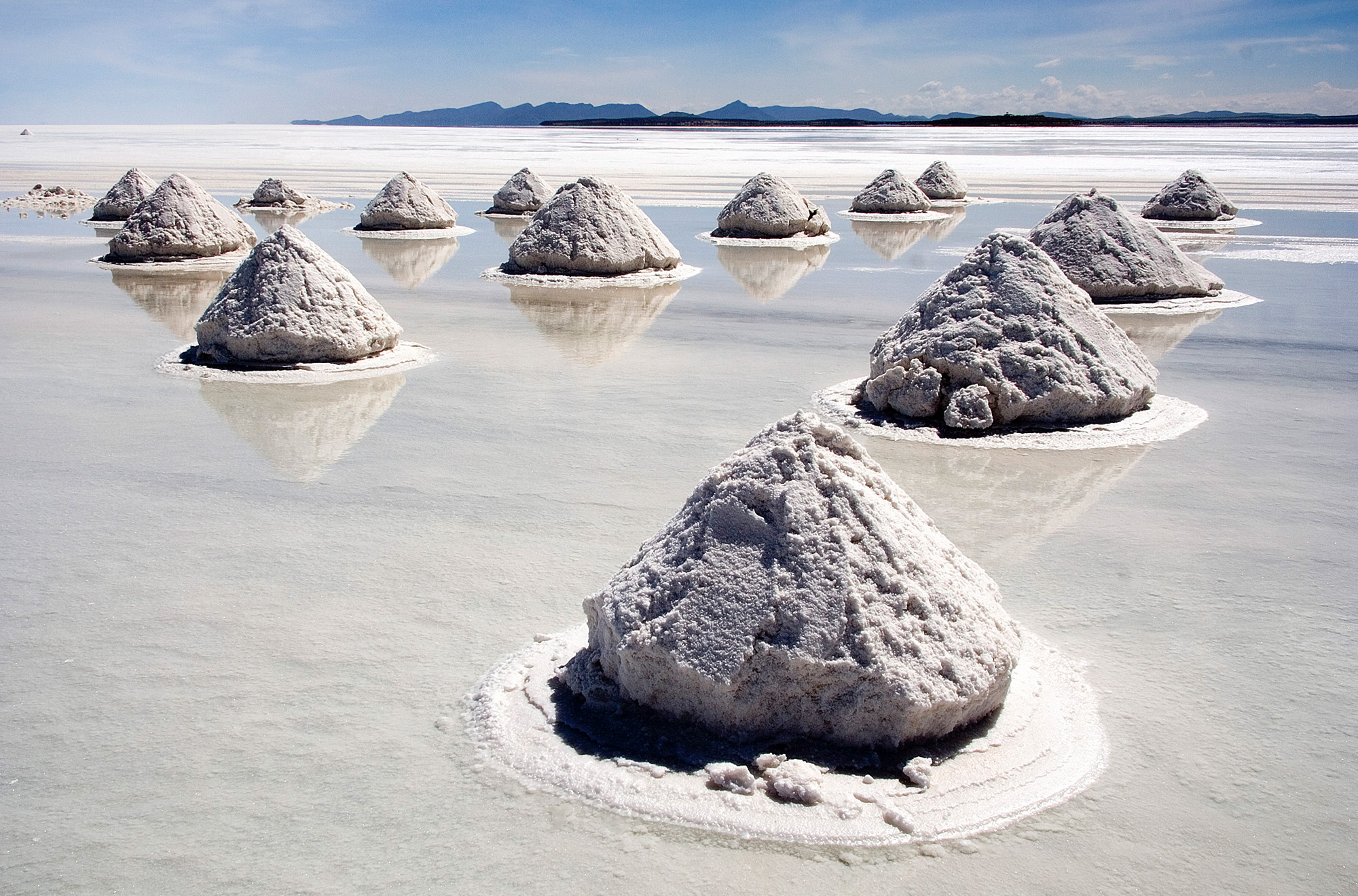
تلال الملح في بوليڤيا.

## المطبخ

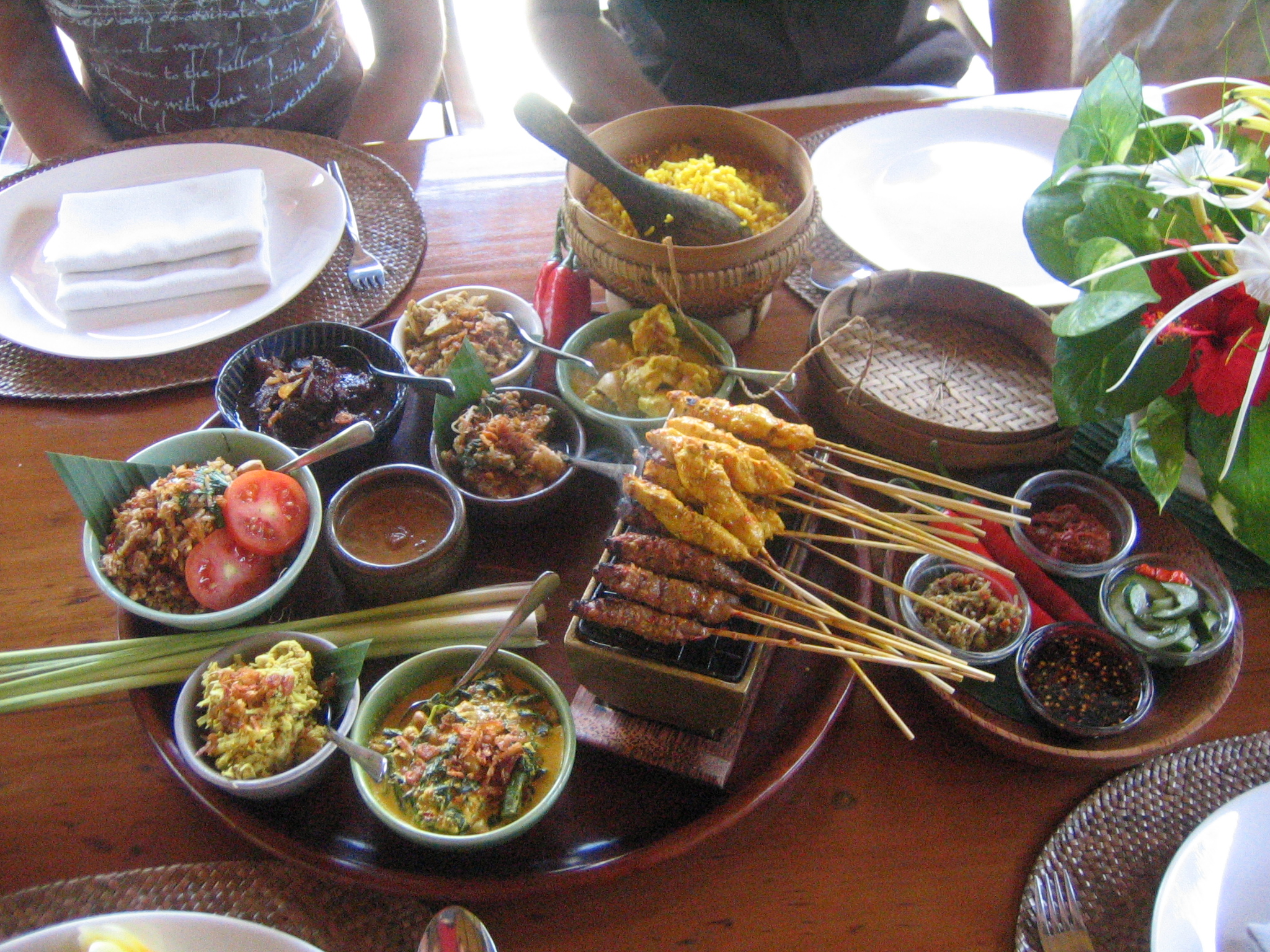
المطبخ البالي النموذجي في إندونيسيا.

### تقديم الطعام

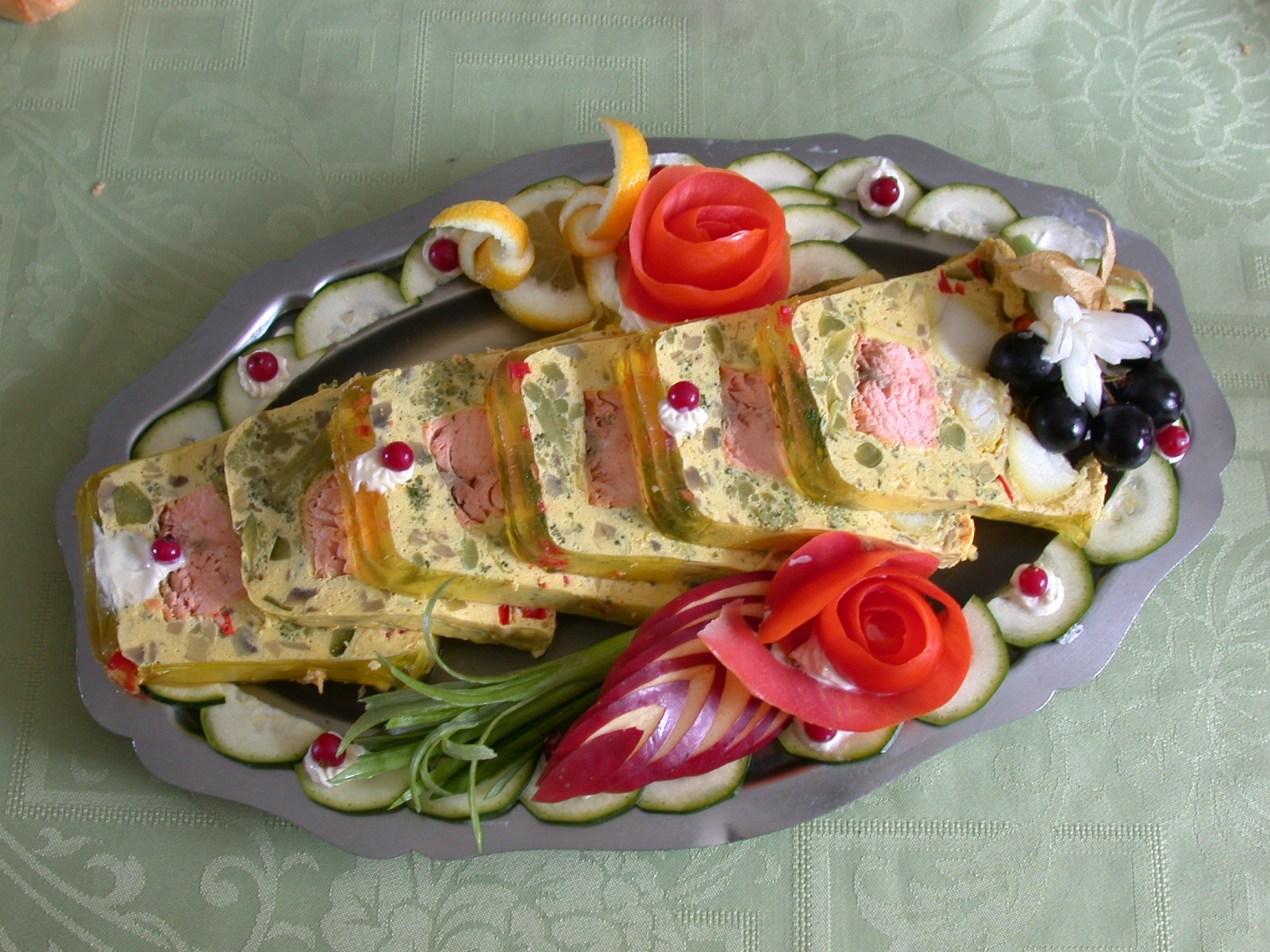
ترين سلمون بالريحان الفرنسي، مع زخارف جذابة للعين.

### تحضير الأطعمة الحيوانية

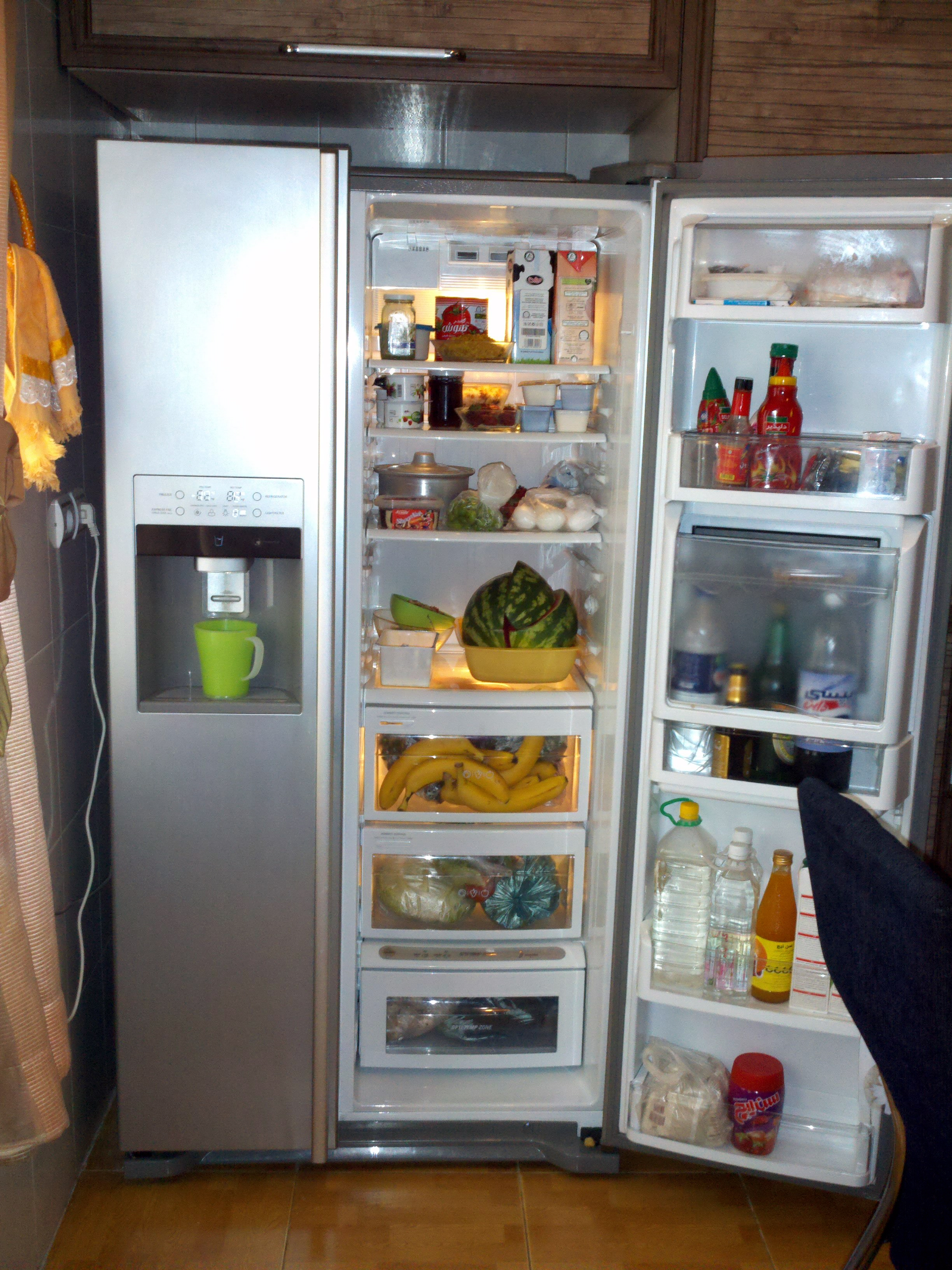
تساعد الثلاجة في الحفاظ على الأطعمة طازجة.

### تحضير الطعام الخام (النيء)

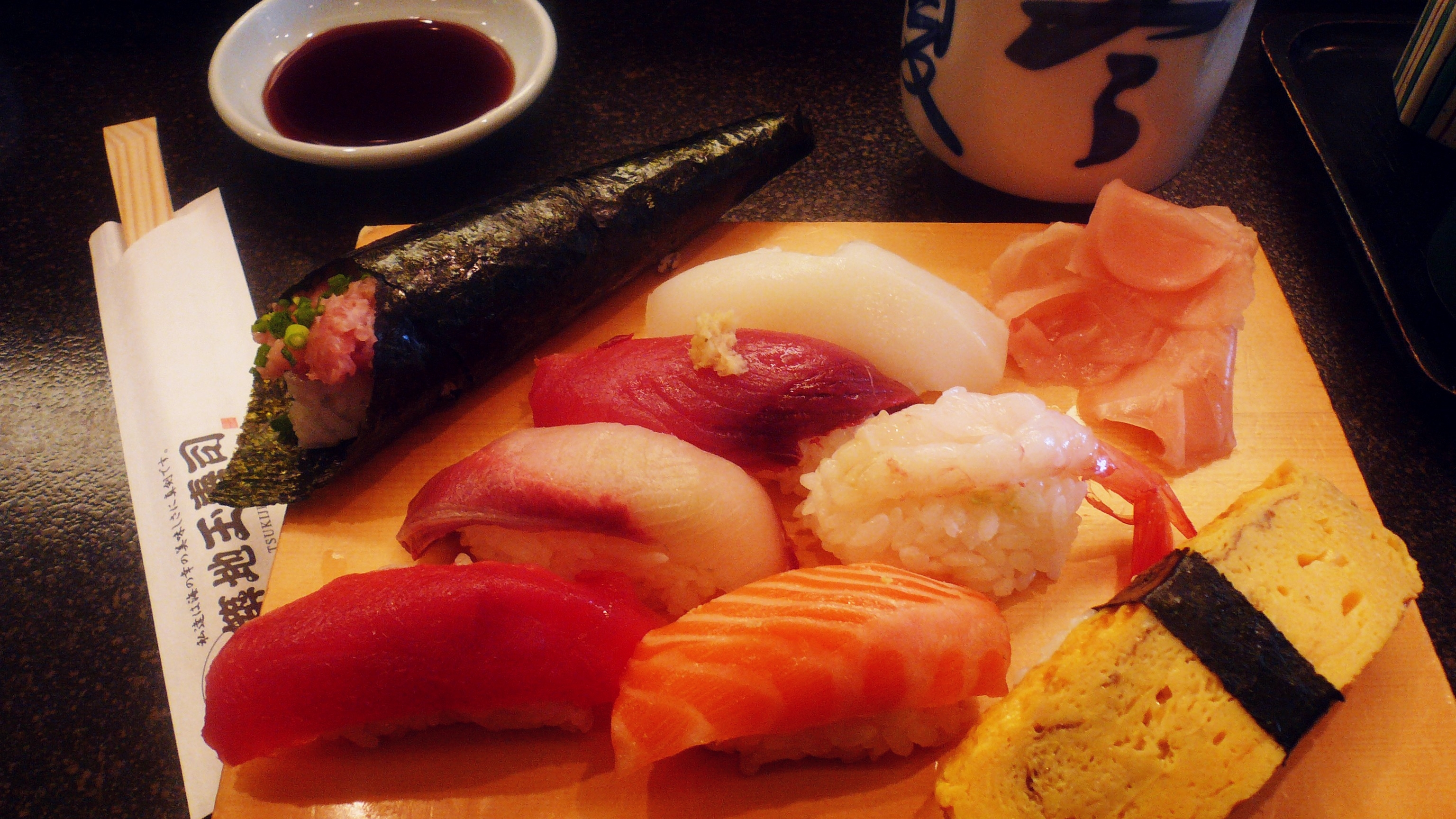
العديد من أنواع الأسماك الجاهزة للأكل، بما في ذلك سمك السلمون والتونة

### الطهي

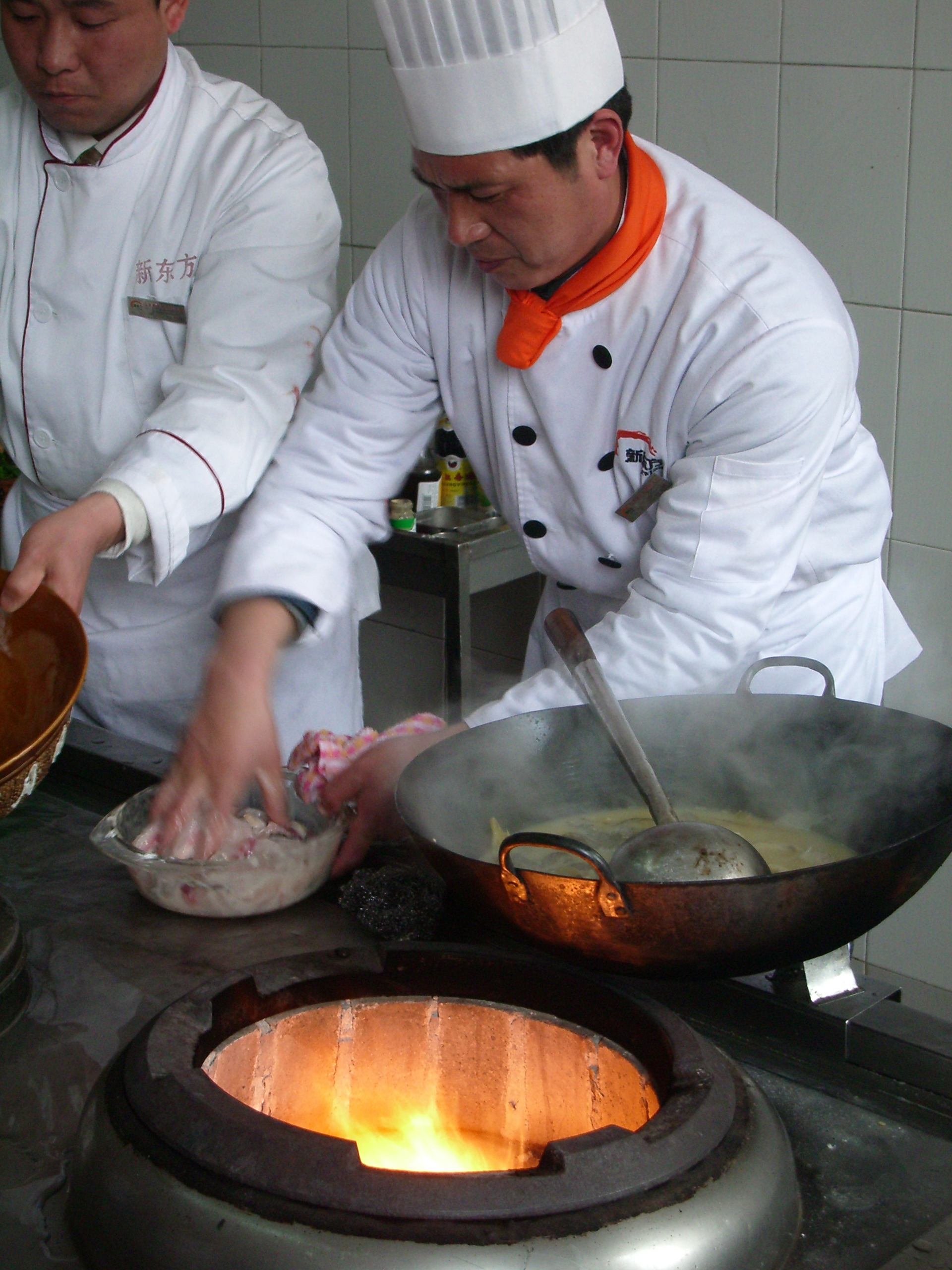
Cooking with a wok in China

### معدات الطبخ

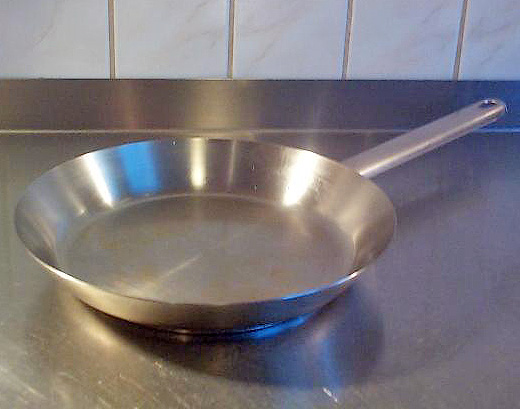
مقلاة من الفولاذ المقاوم للصدأ

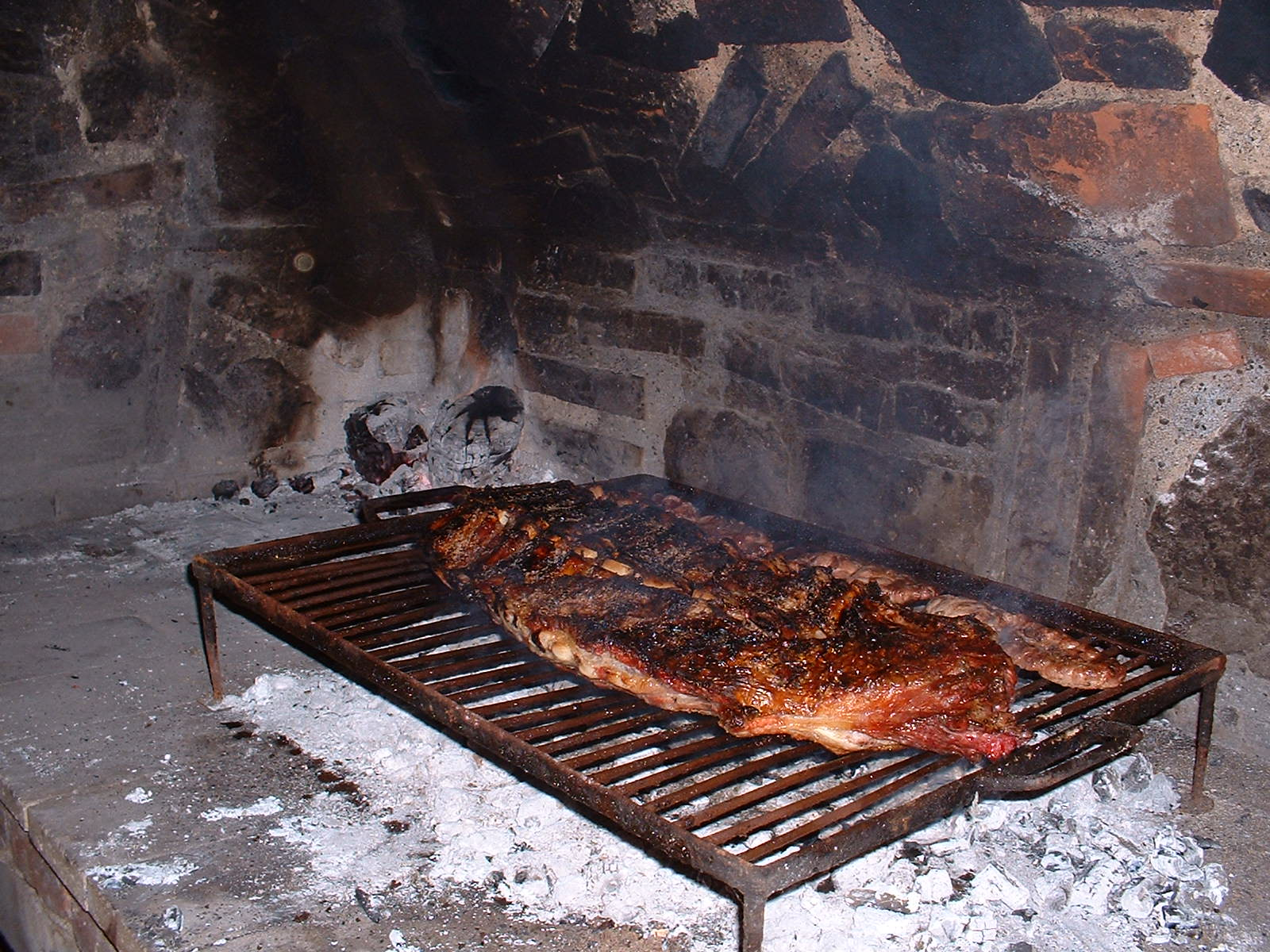
أسادو تقليدي (شواء)

### المطاعم

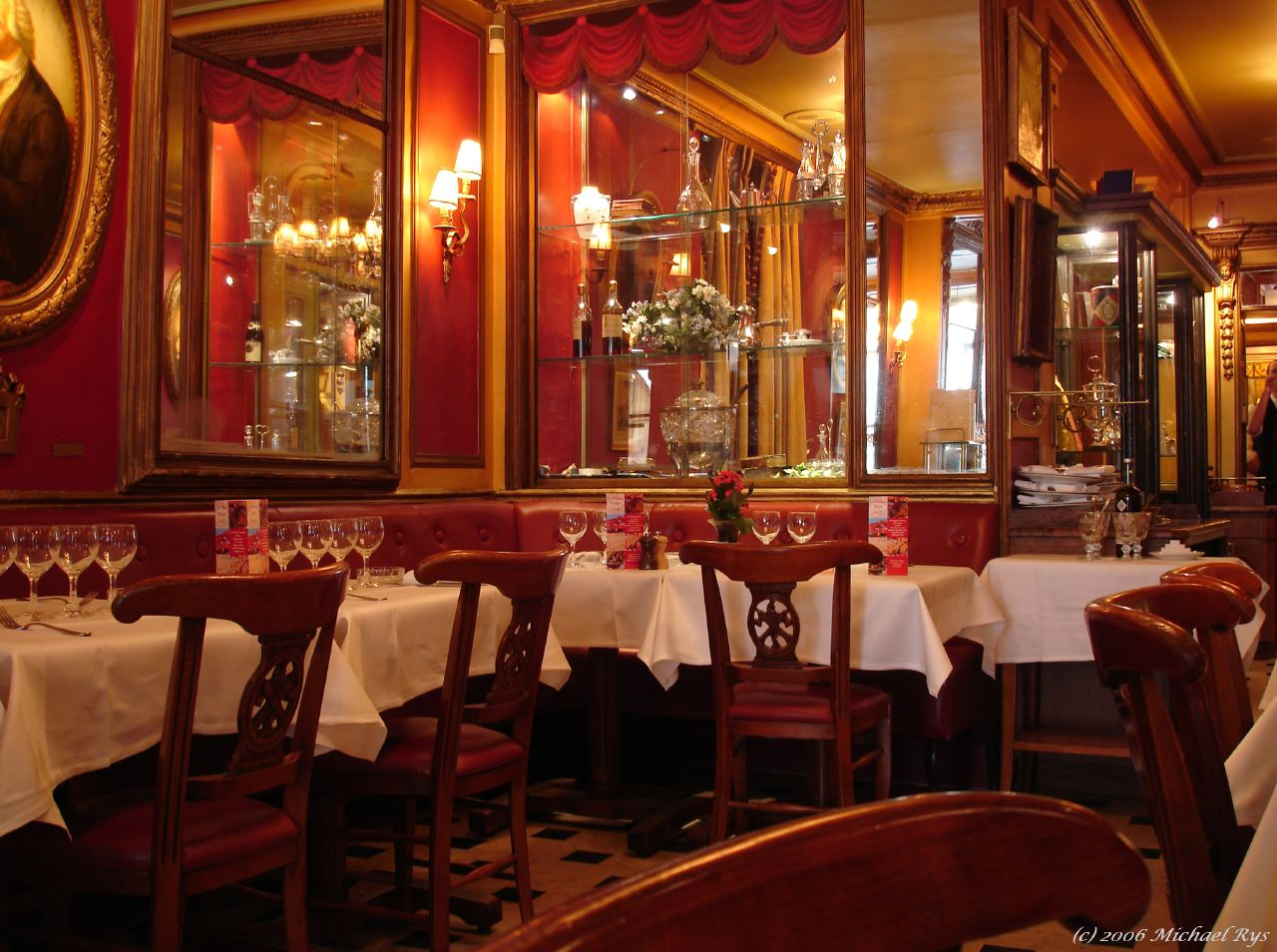
تأسس مقهى بروكوب في باريس عام 1686.

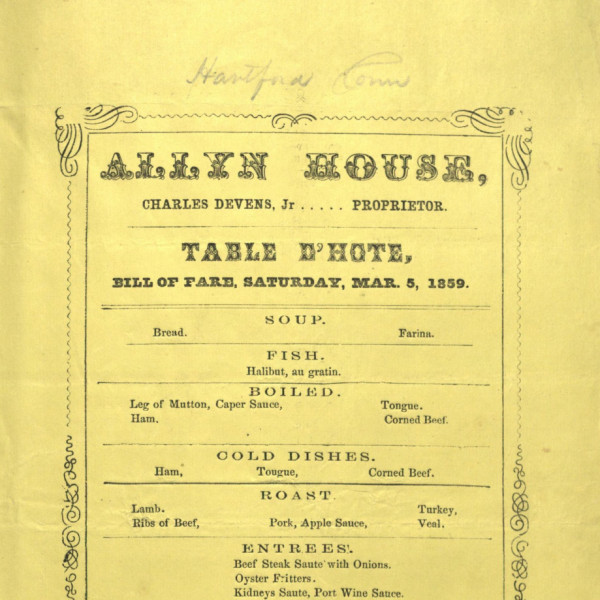
قائمة مطعم ألين هاوس(5 مارس 1859).

## الإقتصاد

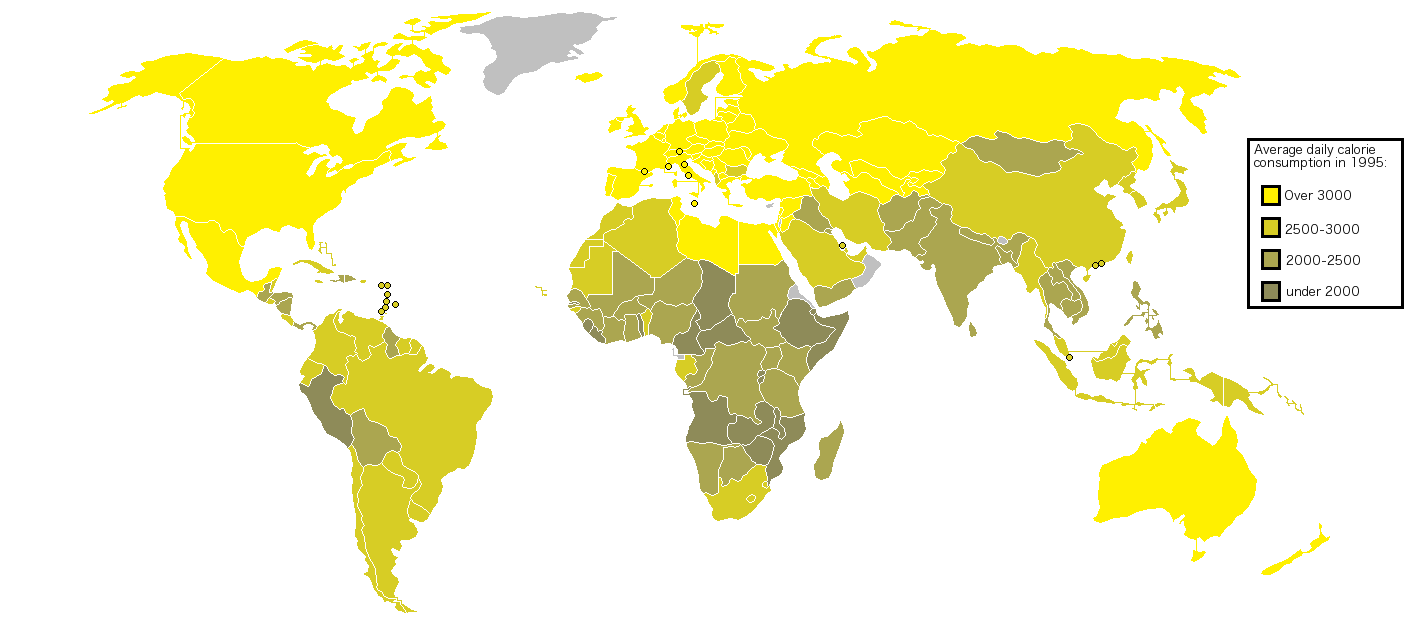
المتوسط العالمي لاستهلاك السعرات الحرارية اليومية في عام 1995.

### الإنتاج

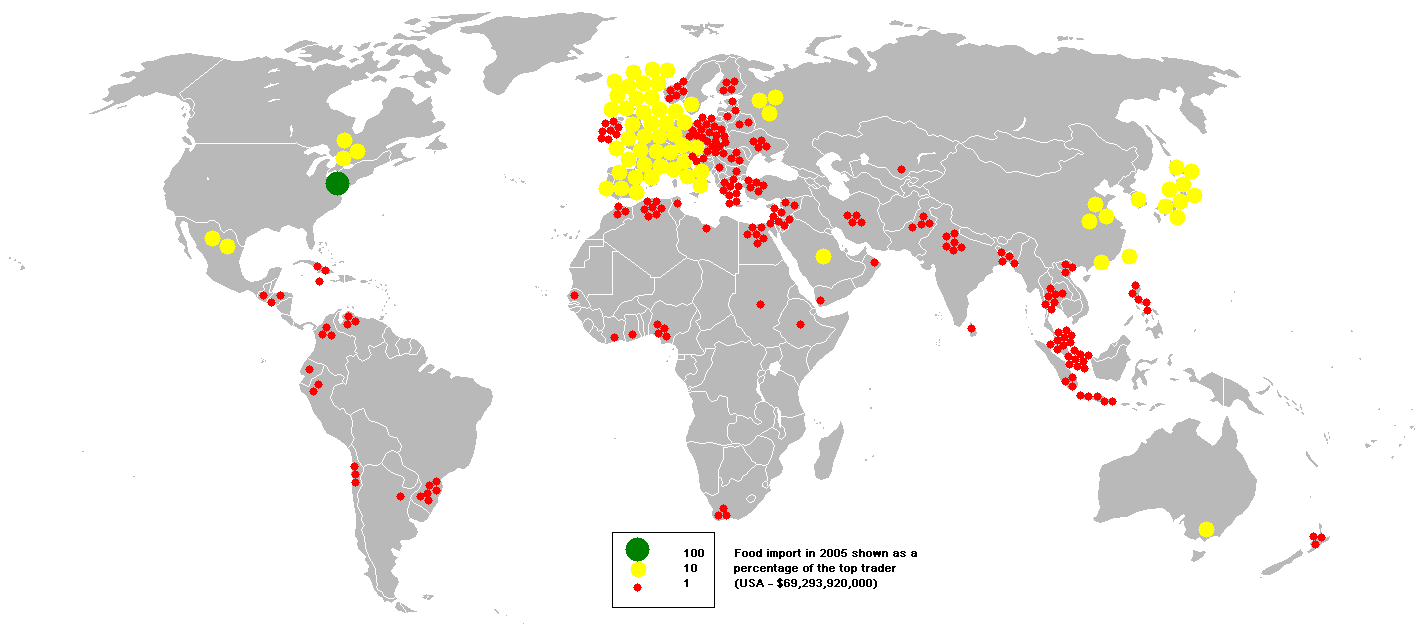
الواردات الغذائية عام 2005.

الكثافة السكانية حسب البلد.

### التصنيع الغذائي

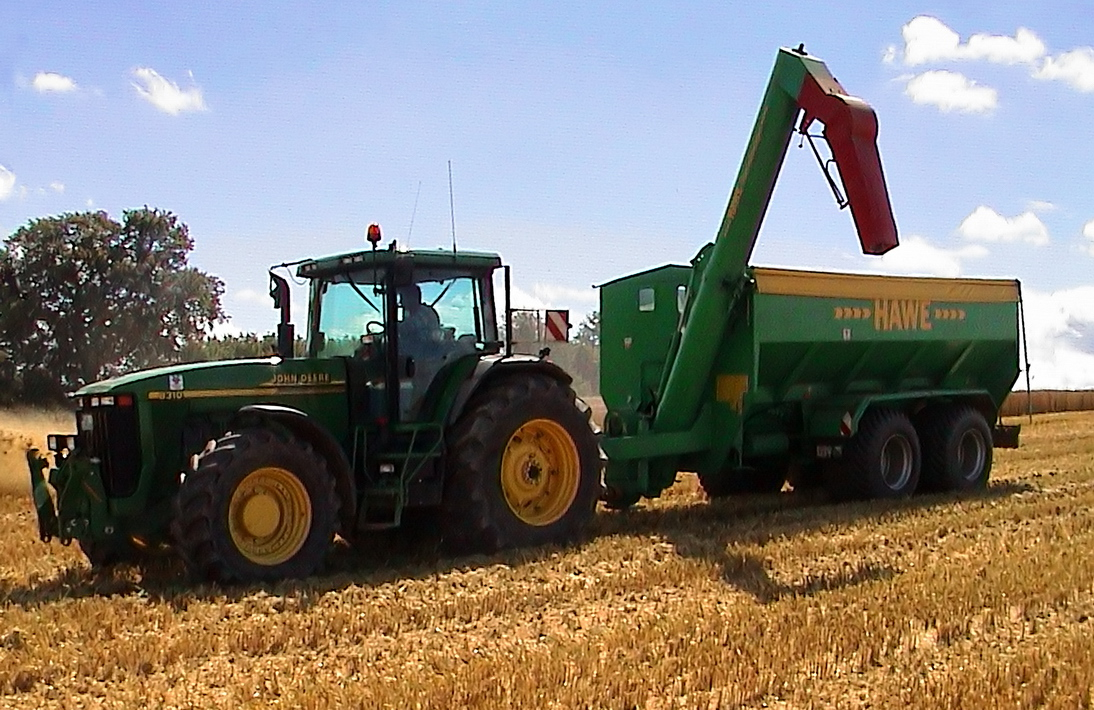
جرار يسحب صندوق مطارد.

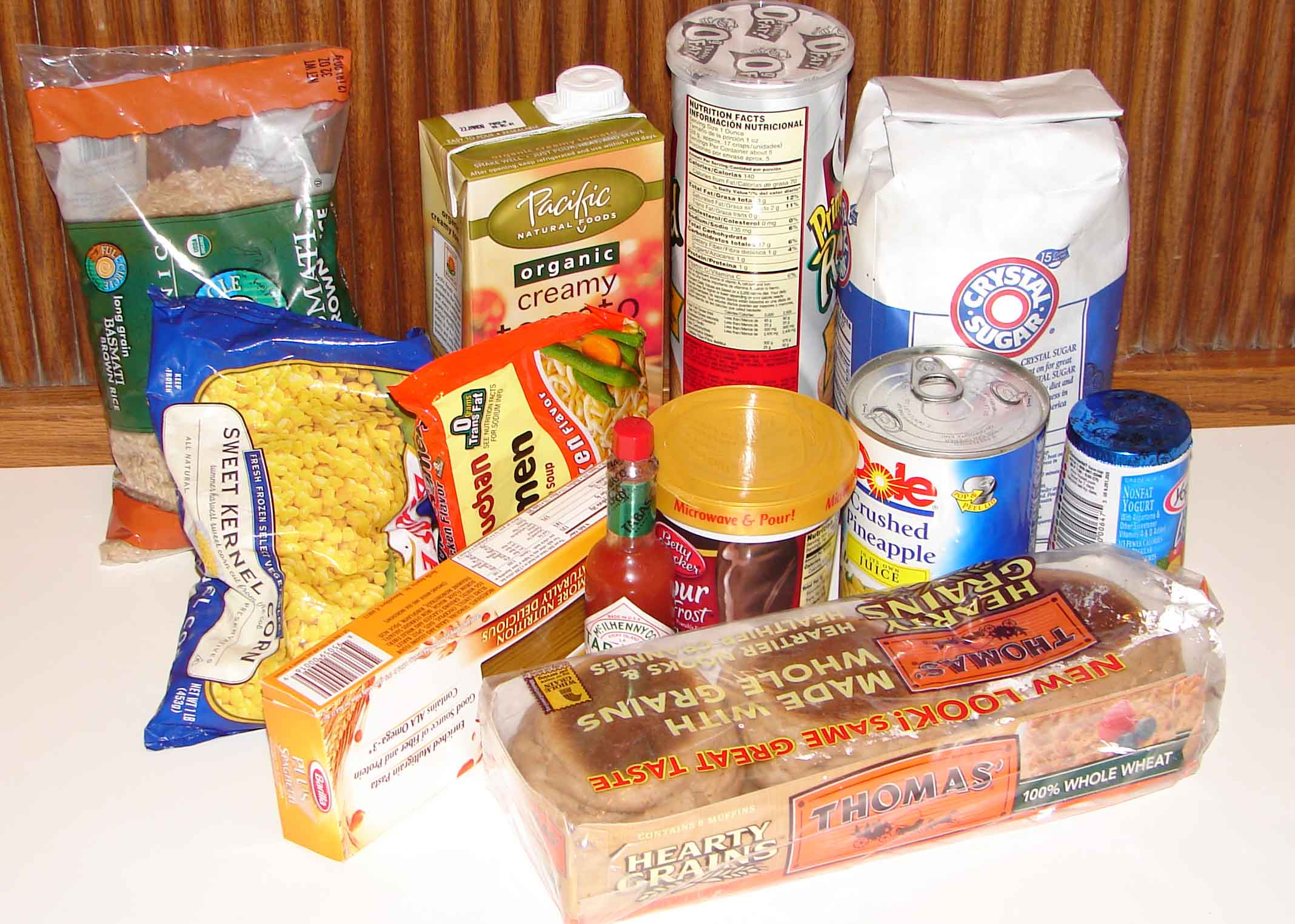
المواد الغذائية المنزلية المعبأة.

### التسويق وتجارة التجزئة

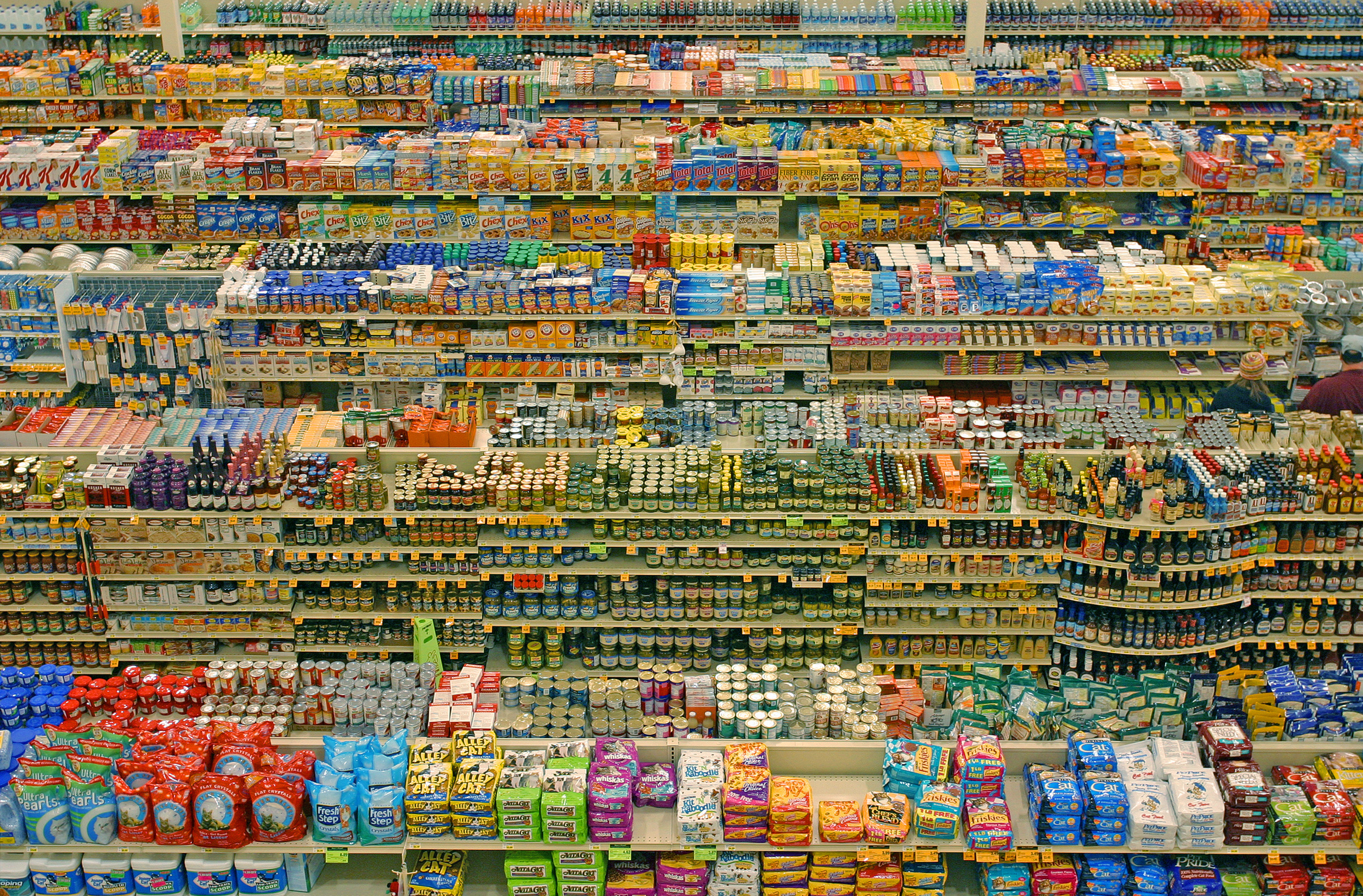
ممرات المواد الغذائية المعبأة في سوبر ماركت في بورتلاند، أوريغون ، الولايات المتحدة.

### الاستثمار في المواد الغذائية

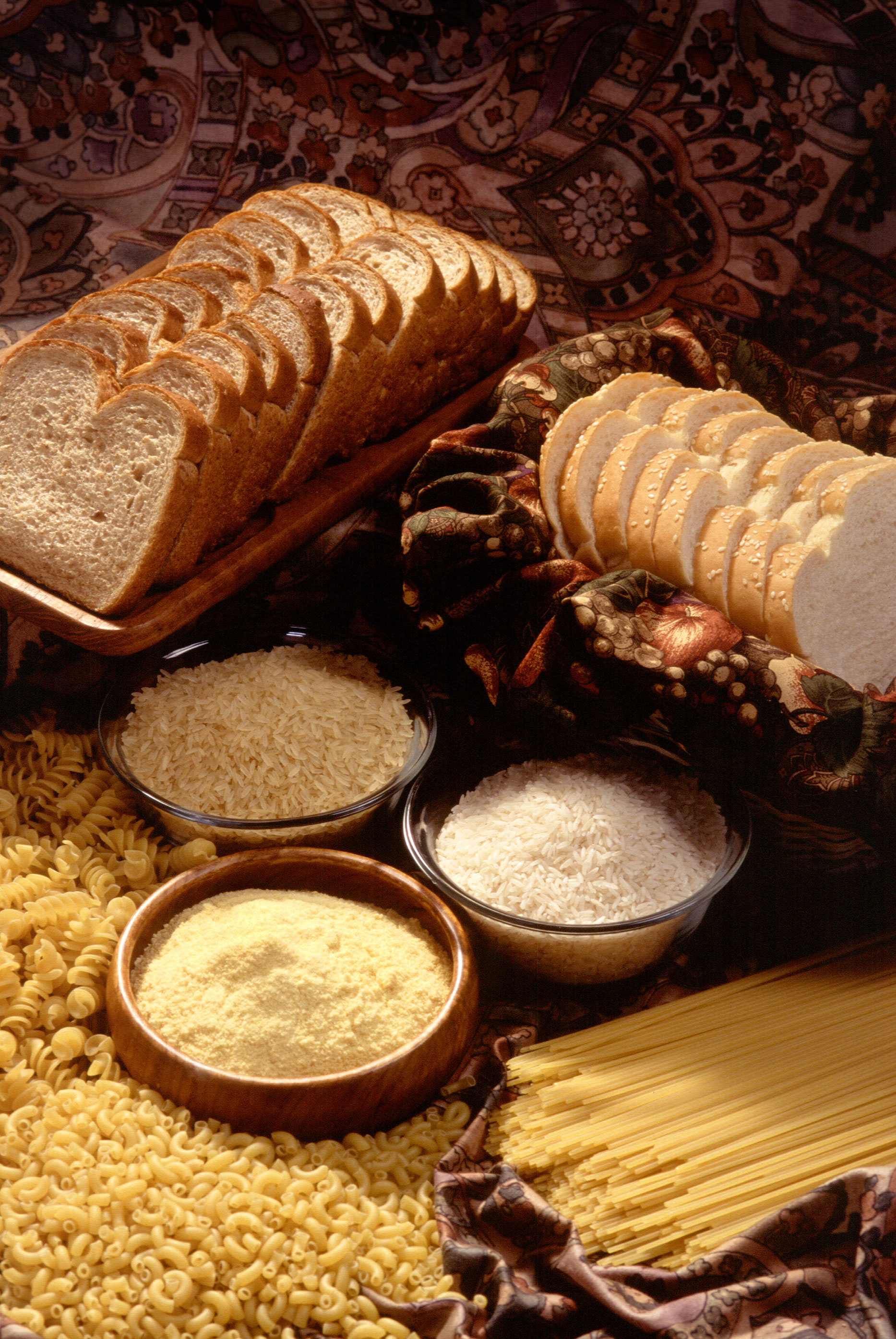
بعض المنتجات الغذائية الأساسية بما في ذلك الخبز والأرز والمعكرونة

## مشاكل غذائية

حل ماي بليت محل ماي برامايد باعتباره دليل التغذية التابع لوزارة الزراعة الأمريكية.